# Alexandre Meinecke
Alexandre Meinecke Monteiro (Porto Alegre, 28 de novembro de 1992) é um voleibolista indoor brasileiro, atuante na posição de Ponteiro, com amrca de alcance no ataque de 330 cm e 315 cm no bloqueio, que foi semifinalista no Campeonato Sul-Americano de Clubes de 2017 no Brasil.

## Carreira
Iniciou desde cedo praticar voleibol na época que era estudante do Colégio ULBRA Cristo Redentor e desde cedo estava nas categorias de base da Ulbra Canoas conquistou na categoria pré-mirim os títulos da Copa Porto Alegre e do Campeonato Gaúcho de 2003.
Prosseguiu vinculado as categorias de base da Ulbra/Uptime, competindo   na categoria mirim obteve os vice-campeonatos na Copa Rio Grande do Sul e Campeonato Gaúcho. Já no período esportivo de 2005 sagrou-se campeão na categoria mirim das edições do Campeonato Gaúcho, Copa Rio Grande do Sul e da Copa Porto Alegre; nesta mesma categoria representou a Sogipa na conquista do título da Taça Paraná de 2005.
Em mais um ano na categoria mirim pela Ulbra/Uptime, ele conquistou o bronze na
Copa Mercosul de 2006 durante o Festival Mercosul de Voleibol,organizado pela Sociedade Ginástica Novo Hamburgo, e  sagrou-se bicampeão da Copa Rio Grand do Sul nesta categoria de base. Na jornada seguinte permaneceu na Ulbra/Suzano/Uptime, e representando-o na categoria infantil foi premiado como Melhor Atacante da 10ª edição da Copa Mercosul e o conquistou o título do Campeonato Gaúcho  de 2007 e alcançou o quarto lugar na Taça Paraná neste mesmo ano e ele foi premiado como o Melhor Jogador da competição.
Em 2008 contou jogando pela Ulbra/Suzano e conquistou o bronze no Campeonato Gaúcho Infantojuvenil e o mesmo posto na edição da Copa Rio Grande do Sul Infantojuvenil; foi convocado para Seleção Gaúcha para disputar a edição do Campeonato Brasileiro de Seleções Estaduais de 2008, categoria infantojuvenil da divisão especial e realizado em Patos de Minas, ocasião que finalizou em terceiro lugar, já com elenco juvenil da mesma seleção encerrou na quinta posição no Campeonato Brasileiro de Seleções Estaduais de 2008, primeira divião que foi disputado em João Pessoa.
Alcançou pela Ulbra/Suzano/APAV os títulos do Campeonato Gaúcho Infantojuvenil  de 2009  e também da Copa Rio Grande do Sul Infantojuvenil. E representando a Seleção Gaúcha conquistou o terceiro lugar na edição do Campeonato Brasileiro de Seleções Estaduais Infantojuvenil de 2009, primeira divisão que foi realizo em Limoeiro e pela Seleção Gaúcha alcançou o nono lugar nesta mesma competição na primeira divisão da categoria juvenil, ocorrido na cidade de Belo Horizonte.
Na jornada esportiva 2010-11 foi selecionado para integrar o elenco juvenil do Medley/Campinas através da parceria com o Sanofi/Fonte.
Pelo Sanofi/Fonte vestiu a camisa#1 e participou da conquista do título do Campeonato Paulista Juvenil de 2012 e foi vice-campeão da  Copa Sada de Vôlei, realizada em Contagem no mesmo ano.
Em 2012 também foi contratado para representar a APAV/Canoas e conquistou o título e o acesso a elite para o clube.
Ingressou no elenco adulto do Medley/Campinas para as competições do período de 2012-13 e  foi vice-campeão do Campeonato Paulista no mesmo ano e ouro nos Jogos Abertos do Interior de 2012 de Bauru e encerrou  na quinta posição na Superliga Brasileira A 2012-13.
Transferiu-se para a APAV/Kappersberg/Canoas na temporada 2013-14, conquistando  o título do Campeonato Gaúcho em 2013. Em 2014 alcançando o quarto lugar na Copa Brasil de 2014 em Maringá e na Superliga Brasileira A 2013-14, finalizou na sexta posição. Ainda em 2014 representou o elenco da categoria Sub-23 da PM Itapeva na edição da Liga de Voleibol de Sorocaba e Região.
Renovou com o Vôlei Canoas para as competições da temporada seguinte, sagrando-se bicampeão do Campeonato Gaúcho de 2014 e na Superliga Brasileira A 2014-15 e finalizou na sétima colocação e a quinta posição na Copa Brasil 2015 em Campinas.
Permaneceu no Lebes/Gedore/Canoas sagrando-se tricampeão consecutivo na edição do Campeonato Gaúcho de 2015 e na Superliga Brasileira A 2015-16,  e alcançou nono lugar registrando 41 pontos, destes 32 foram de ataques, 4 de bloqueios e 5 de saques e disputou a Copa Brasil de 2016 em Campinas, encerrando na sexta colocação.
Participou em 2016 do revezamento da Tocha Olímpica Rio 2016 na cidade de Canoas. O contrato de Alê com o Montes Claros Vôlei foi renovado para a temporada 2016-17 sob o comando do técnico Marcelo Ramos e conquistou o bronze no Campeonato Mineiro de 2016.
Em 2017 disputou a edição do Campeonato Sul-Americano de Clubes, sediado em Montes Claros e finalizou na sexta posição na Superliga Brasileira A 2016-17 e na Copa Brasil de 2017 sofreu eliminação em casa na fase eliminatória.
Para a temporada 2017-18 foi anunciado como reforço da equipe Copel Telecom/Maringá Vôlei. Na jornada 2018-19 transferiu-se para o time português Fonte Bastardo Açores disputando a Challenge Cup de 2018-19 terminando na quinta posição; sagrando-se vice-campeão da Taça de Portugal e terminou com o terceiro lugar no Campeonato Português.
Para temporada 2019-20 retornou ao Denk Maringá Vôlei e na primeira passagem conheceu sua atual noiva a voleibolista Franciane Richter com quem juntamente esteve atuando no voleibol português na temporada anterior.

## Títulos e resultados
- Campeonato Sul-Americano de Clubes:2017>[52]
- Taça de Portugal:2018-19
- Campeonato Português::2018-19
- Copa Brasil:2014[23]
- Superliga Brasileira B:2012[16]
- Campeonato Gaúcho:2013,[22] 2014,[29] 2015[36]
- Campeonato Mineiro:2016[47]
- Campeonato Paulista:2012[18]
- Jogos Abertos do Interior de São Paulo:2012[19]
- Campeonato Paulista Juvenil:2012[13]
- Copa Sada Juvenil:2012[14]
- Campeonato Gaúcho Infantojuvenil:2009[2][62]
- Copa Rio Grande do Sul Mirim:2009[2]
- Campeonato Brasileiro de Seleções Infantojuvenil (1ª Divisão):2009[9]
- Campeonato Brasileiro de Seleções Infantojuvenil (Divisão Especial):2008[6]
- Campeonato Gaúcho Infantojuvenil:2008
- Copa Rio Grande do Sul Infantojuvenil:2008
- Campeonato Gaúcho Infantil:2007[2][62]
- Taça Paraná  Infantil:2007
- Campeonato Gaúcho Mirim:2005[2]
- Campeonato Gaúcho Mirim:2004[2]
- Copa Rio Grande do Sul Mirim:2005[2] e 2006[2]
- Taça Paraná  Mirim:2005[3]
- Copa Mercosul Mirim:2006[2]
- Copa Rio Grande do Sul Mirim:2004[2]
- Copa Porto Alegre Mirim:2005[2]
- Campeonato Gaúcho Pré-Mirim:2003[2]
- Copa Porto Alegre Pré-Mirim:2003[2]

## Premiações individuais
- MVP da Taça Paraná Infantil de 2007[5]
- Melhor Atacante da Copa Mercosul Infantil de 2007[5]